# Woolsthorpe-by-Colsterworth
Woolsthorpe-by-Colsterworth é uma aldeia localizada em Lincolnshire, Inglaterra. É famosa por ter sido o local de nascimento de Isaac Newton, em 1643, tendo aqui ocorrido a observação da maçã que levou à descoberta da gravitação universal.